# Ядерний магнітний резонанс вуглецю-13
Спектроскопія ядерного магнітного резонансу на ядрах вуглецю-13, 13C ЯМР-спектроскопія — один із методів ЯМР-спектроскопії, що використовує ядра ізотопу вуглецю 13C. Ядро 13C має в основному стані спін 1/2, його вміст у природі становить 1,12 %. Сигнали ядер 13С розщіплюються завдяки спін-спіновій взаємодії з іншими магнітними ядрами, що спричиняє ускладнення спектра. Тому часто в цьому методі використовують повне або часткове придушення спін-спінової взаємодії.